# Nguyệt thực tháng 6, 2010
| Nguyệt thực tháng 6 năm 2010                                                                     | Nguyệt thực tháng 6 năm 2010 |
| ------------------------------------------------------------------------------------------------ | ---------------------------- |
| Chụp từ Úc, lúc 21h09 giờ địa phương.                                                            |                              |
| June 2010 lunar eclipse chart of moon's penumbral lunar eclipse path through the earth's shadow. |                              |
| Series (and member)                                                                              | 120 (58 of 84)               |
| Duration (hr:mn:sc)                                                                              |                              |
| Partial                                                                                          | 1:21:54                      |
| Penumbral                                                                                        | 2:42:55                      |
| Contacts                                                                                         |                              |
| P1                                                                                               | 8:55:34 UTC                  |
| U1                                                                                               | 10:16:32 UTC                 |
| Greatest                                                                                         | 11:38:29 UTC                 |
| U4                                                                                               | 13:00:19 UTC                 |
| P4                                                                                               | 14:21:25 UTC                 |

Ngày 26 tháng 6 năm 2010, trên một số vùng của Trái Đất sẽ có thể quan sát thấy hiện tương nguyệt thực bán phần hay còn gọi là nguyệt thực từng phần. Vào lúc 16h39 (giờ Hà Nội), bóng của Trái Đất sẽ che Mặt Trăng tới mức cực đạị 53,7%.
|                                              |
| Các vùng quan sát thấy nguyệt thực 26/6/2010 |
|                                              |
|                                              |